# Обрушение моста Жуселино Кубичека де Оливейры
22 декабря 2024 года центральная часть моста Жуселину Кубичека де Оливейра, пересекающего реку Токантинс как часть шоссе BR-226 и BR-010 и соединяющего муниципалитеты Эштрейту, Мараньян и Агиарнополис, Токантинс, Бразилия, рухнула, в результате чего погибло не менее 6 человек и более 10 человек пропали без вести.

## Предыстория

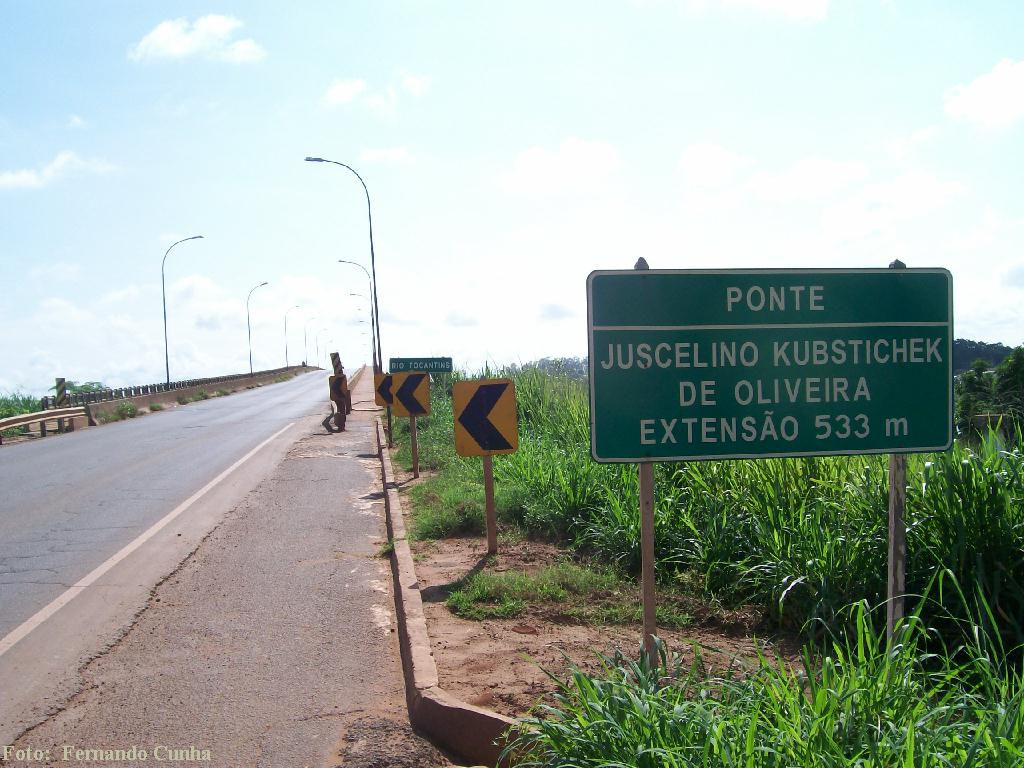
Мост в 2008 году

Мост, открытый в январе 1961 года и названный в честь президента Бразилии в тот месяц Жуселину Кубичека, имел длину 533 метра и свободный пролет 140 метров, что на тот момент было рекордом. Он интегрировал шоссе Белен–Бразилиа, важный маршрут для грузовых перевозок внутри страны. В 2020 году Национальный департамент транспортной инфраструктуры (DNIT), федеральное правительственное агентство, уже сообщало о нескольких проблемах, таких как трещины и наклоны в опорах. В мае 2024 года само агентство начало процесс найма компаний и реформирования моста, который в итоге не был реализован. Видео, снятое местным советником, который пошел на мост, чтобы показать трещины, запечатлело начало обрушения.

## Обрушение
Обрушение произошло 22 декабря 2024 года около 14:50 по местному времени. Десять транспортных средств упали в реку. Помимо погибших, грузовики, предположительно перевозившие около 76 тонн серной кислоты и 25 000 литров пестицидов, также упали, что вызвало опасения по поводу риска загрязнения реки Токантинс. Соседний железнодорожный мост Эстрейто-Агиарнополис не пострадал от обрушения.
Министр транспорта, губернаторы Мараньян и Токантинс Ренан Филью, Карлос Брандао и Вандерлей Барбоза во время пресс-конференции по поводу обрушения моста.

## Реакция
Президент Бразилии Луис Инасиу Лула да Силва выразил соболезнования семьям погибших и заявил в своих социальных сетях: «Я с большим вниманием слежу за развитием событий после обрушения моста Жуселину Кубичека де Оливейра между штатами Токантинс и Мараньян».
Он также сказал, что отправил министра транспорта Министерство транспорта Ренана Филью для мониторинга и оказания поддержки в сложившейся ситуации. Министр вместе с губернатором Токантинс Вандерлем Барбозой объявили об инвестициях в размере более 100 миллионов реалов на немедленную реконструкцию моста.
Губернатор Мараньян Карлос Брандао заверил, что риска заражения речных вод нет.

## Спасение жертв
До 25 декабря после подводных поисков было найдено шесть тел. Более 10 человек по-прежнему считаются пропавшими без вести.